# Флоріанка (Івано-Франківськ)
«Флоріанка» — страхове товариство на колишній вулиці Яховича, теперішній Грушевського.

## Історія
У травні 1900 року в Станиславові відкрилась філія краківського товариства взаємних убезпечень «Флоріанка». На початку організація винаймала кілька кімнат в будинку, що нині має адресу Чорновола, 1. Завдяки креативній рекламі справи товариства пішли настільки вдало, що у липні 1903 року почалося зведення власного будинку. Цю дату можна побачити на мозаїчній підлозі при вході в будівлю.
Будівництво тривало один рік під керівництвом архітектора Яна Кудельського. За його проектом кам'яниця була наділена рисами функціоналістичного модерну. Без вартості землі, на будівництво було витрачено 115 тисяч корон. За ескізами Кудельського львівський скульптор Петро Гарасимович виконав на даху кам'яниці хвилеподібний аттик з експресивними маскаронами. Головний вхід розташований у наріжній частині будинку і над ним аттик був вищим, а також існував рельєфний напис: «Товариство взаємних убезпечень у Кракові».
Перед початком Другої світової війни, 1 липня 1939 року у будівлю в'їхало Станиславівське повітове староство, яке до того не мало власного приміщення. При німцях у будинку теж працювали повітові чиновники. У 1945 році був заснований Станіславський державний медичний інститут, корпуси якого були розкидані по всьому місту. З 1951 року фізіологічний корпус розташувався у колишній «Флоріанці» і існує там дотепер.